# Хмельницьке (Приморський край)
Хмельницьке — село в Партизанському міському окрузі Приморського краю.

## Географія
Село Хмельницьке стоїть на лівому березі річки Тигрова (права притока річки Партизанська).
До села Хмельницьке йдуть дві дороги:
 — по правому березі річки Тигрова, відходить від траси між Партизанським та Казанкою;
 — по лівому березі річки Тигрова від Углекаменська.
Відстань до Углекаменська близько 14 км, відстань до центральної частини міста Партизанська близько 24 км.
На північний захід від села Хмельницьке вгору долиною річки Тигрова йде дорога до села Бровничі, а вгору річкою Серебрянка (ліва притока Тигрової) — до села Срібне.